# The Invisible War
The Invisible War (dt. „Der unsichtbare Krieg“) ist ein Dokumentarfilm des Regisseurs Kirby Dick aus dem Jahr 2012 über Vergewaltigung im amerikanischen Militär. Der Film wurde am 20. Januar 2012 auf dem Sundance Film Festival uraufgeführt und wurde mit dem Publikumspreis für den besten Dokumentarfilm ausgezeichnet. Bei der Oscarverleihung 2013 war der Film in der Kategorie Bester Dokumentarfilm nominiert. In Deutschland wurde der Film im Juni 2013 beim Filmfest München gezeigt.

## Inhalt
The Invisible War zeigt Interviews mit ehemaligen Angehörigen der US-Streitkräfte, die über ihre Erfahrungen als Opfer sexueller Gewalt im Militär berichten. Zu den Themen, die in allen Berichten angesprochen werden, gehören die fehlende Möglichkeit, sich an ein unparteiisches Justizsystem zu wenden, die Vergeltungsmaßnahmen gegen die Opfer anstatt gegen die Täter, mangelnde psychische und physische Betreuung von Überlebenden, der ungehinderte berufliche Aufstieg der Täter sowie der Ausschluss der Überlebenden vom Dienst.
Neben diesen Berichten enthält der Film zudem Interviews mit Aktivisten, Journalisten, Psychologen, aktiven und pensionierten Generälen, Vertretern des Verteidigungsministeriums und der Militärjustiz. Interviewte Kongressmitglieder sind Susan Davis (Demokraten, Kalifornien), Chellie Pingree (Demokraten, Maine), Ted Poe (Republikaner, Texas), Loretta Sanchez (Demokraten, Kalifornien), Louise Slaughter (Demokraten, New York), Jackie Speier (Demokraten, Kalifornien), Niki Tsongas (Demokraten, Massachusetts) und Mike Turner (Republikaner, Ohio). Der Film zeigt außerdem kurze, von den Überlebenden selbst gefilmte Sequenzen, die ihr Leben nach den Angriffen dokumentieren.
Der Film schildert ausführlich den Fall einer Veteranin der amerikanischen Küstenwache, die bei der Vergewaltigung durch einen Vorgesetzten eine posttraumatische Belastungsstörung und einen zertrümmerten Kiefer erlitt und die vom Kriegsveteranenministerium der Vereinigten Staaten keine Unterstützung für die Behandlung der Kieferverletzung erhält. Fünf weibliche Marines berichten über sexuelle Überfälle in den Marine Barracks Washington, der ältesten und prestigeträchtigen Basis des US Marine Corps. Vergangene Missbrauchsvorfälle im Militär, die im Film aufgegriffen werden, sind z. B. der Tailhook-Skandal, der Aberdeen-Skandal und der Skandal in der United States Air Force Academy im Jahr 2003, bei dem einer Umfrage der Akademie zufolge große Teile der weiblichen Kadetten über sexuelle Belästigung berichteten und die Leitung der Akademie davon wusste, jedoch nichts unternahm.

## Konsequenzen
Zwei Tage nachdem er sich den Film am 14. April 2012 angeschaut hatte, erließ Verteidigungsminister Leon Panetta eine Richtlinie, die verfügt, dass alle Fälle von sexueller Gewalt von einem Colonel oder ranghöheren Verantwortlichen bearbeitet werden müssen und nicht wie bisher üblich von einem Commanding Officer entschieden werden. Die Abarbeitung solcher Fälle durch Kommandeure war ein Kritikpunkt. Im Film wurden Daten des Verteidigungsministeriums vorgestellt, die zeigen, dass 33 % von Vergewaltigungsopfern im Militär die Vergewaltigung nicht anzeigen, weil ihr Kommandeur mit dem Täter befreundet ist. Weitere 25 % entscheiden sich gegen eine Anzeige, weil ihr Kommandeur der Täter ist. Später sagte Panetta einer Produzentin des Films, dass The Invisible War seine Entscheidung beeinflusst hat, die bestehende Regel zu verändern. Der Chief of Staff of the Air Force Mark A. Welsh traf sich im selben Jahr mit allen aktiven Oberstleutnanten, um den Film gemeinsam zu schauen. Nach Angaben eines Filmdistributors, der das Militär und andere Einrichtungen beliefert, wurde The Invisible War von 235.000 Militärangehörigen gesehen – also etwa 10 % der 2,9 Millionen aktiver Soldaten und Reservisten.
Laut der New York Times hat der Film dazu beigetragen, dass mehr Frauen sexuellen Missbrauch anzeigen und das Militär sich dazu gezwungen sieht, offener mit dem Problem umzugehen. Die Times nannte The Invisible War außerdem als einen Anstoß dafür, dass am 23. Januar 2013 Anhörungen vor dem United States House Committee on Armed Services zum Thema sexueller Missbrauch im Militär stattfanden. Während der Anhörung wurde der Film zum Beispiel von Mike Turner erwähnt. In einer anderen Anhörung vor einem Unterkomitee des US-Senats am 13. März 2013 sprachen Politiker und militärische Amtsträger über den Einsatz von The Invisible War in Programmen zur Verringerung von sexuellem Missbrauch im Militär.

## Rezeption
Laut dem Rezensionsaggregator Rotten Tomatoes wurde The Invisible War in 71 von 72 Kritiken positiv aufgenommen, was einer positiven Bewertung von 99 % entspricht. Der Film wurde u. a. von der New York Times und Time zu den besten Filmen des Jahres 2012 gezählt.

### Auszeichnungen
Gewonnen
- Chicago Film Critics Association Awards – bester Dokumentarfilm 2013
- Dallas International Film Festival – spezieller Jurypreis für den Regisseur Kirby Dick
- Independent Spirit Awards 2013 – bester Dokumentarfilm
- National Board of Review Award – Top Fünf Dokumentarfilme
- San Diego Film Critics Society Award – bester Dokumentarfilm
- Seattle International Film Festival – bester Dokumentarfilm und bester Regisseur
- Sundance Film Festival – Sundance Film Festival/Publikumspreis – Bester Dokumentarfilm

Nominiert
- Oscar 2013 – bester Dokumentarfilm
- Directors Guild of America Award – herausragende Regiearbeit von Kirby Dick
- Gotham Award – Publikumspreis für Kirby Dick, Amy Ziering und Tanner King Barklow
- International Documentary Association Award
- Online Film Critics Society Award – bester Dokumentarfilm
- Washington DC Area Film Critics Association Award – bester Dokumentarfilm
- Writers Guild of America Award – bestes Drehbuch